# Graphomya cubana
Graphomya cubana är en tvåvingeart som beskrevs av Carroll William Dodge 1965. Graphomya cubana ingår i släktet Graphomya och familjen husflugor.
Artens utbredningsområde är Kuba. Inga underarter finns listade i Catalogue of Life.